# Slovenský národný učiteľ
Slovenský národný učiteľ (lapcímének magyar fordítása Szlovák nemzeti tanító) szlovák nyelven megjelenő pedagógiai szaklap volt a Magyar Királyságban. Első lapszáma 1860-ban jelent meg. Kiadásának utolsó évében, 1864-ben Národný učiteľ (magyarul Nemzeti tanító) lapcímmel adták ki.